# Herbeville
Herbeville là một xã nằm ở tỉnh Yvelines trong vùng Île-de-France của Pháp.
Người dân ở đây trong tiếng Pháp gọi là Herbevillois.
Các xã giáp ranh gồm: Les Alluets-le-Roi về phía đông bắc, Crespières về phía đông nam, Mareil-sur-Mauldre về phía tây nam, Maule về phía tây và Bazemont về phía bắc.

## Biến động dân số
| 1793 | 1800 | 1806 | 1821 | 1831 | 1836 | 1841 | 1846 | 1851 |
| ---- | ---- | ---- | ---- | ---- | ---- | ---- | ---- | ---- |
| 167  | 146  | 139  | 237  | 140  | 151  | 135  | 158  | 133  |

| 1856 | 1861 | 1866 | 1872 | 1876 | 1881 | 1886 | 1891 | 1896 |
| ---- | ---- | ---- | ---- | ---- | ---- | ---- | ---- | ---- |
| 143  | 144  | 140  | 141  | 124  | 112  | 124  | 136  | 114  |

| 1901 | 1906 | 1911 | 1921 | 1926 | 1931 | 1936 | 1946 | 1954 |
| ---- | ---- | ---- | ---- | ---- | ---- | ---- | ---- | ---- |
| 115  | 95   | 105  | 113  | 145  | 126  | 133  | 142  | 164  |

| 1962                                         | 1968 | 1975 | 1982 | 1990 | 1999 | - | - | - |
| -------------------------------------------- | ---- | ---- | ---- | ---- | ---- | - | - | - |
| 141                                          | 151  | 201  | 204  | 325  | 312  | - | - | - |
| Số liệu kể từ 1962 : dân số không tính trùng |      |      |      |      |      |   |   |   |